# Charles A. Callis
Charles Albert Callis (ur. 4 maja 1865 w Dublinie, zm. 21 stycznia 1947 w Jacksonville) – amerykański przywódca religijny i misjonarz.

## Życiorys
Urodził się w irlandzkim Dublinie. Wcześnie stracił ojca, w związku z tym jego wychowaniem oraz utrzymaniem musiała zająć się matka. Kobieta wraz z czwórką małych dzieci przeniosła się do angielskiego Liverpoolu. Tam też ośmioletni Charles natknął się w pewnym momencie na dwóch młodych mężczyzn, którzy obawiając się by dziecko nie znalazło się w domu zbyt późno, odprowadzili go do matki i rodzeństwa. Mężczyźni Ci byli posługującymi na Wyspach Brytyjskich misjonarzami Kościoła Jezusa Chrystusa Świętych w Dniach Ostatnich. Nawiązany w ten sposób kontakt zaowocował konwersją całej rodziny na mormonizm, a wreszcie także jej wyjazdem na stałe do Utah (1875), sfinansowanym zresztą ze środków zgromadzonych w funduszu migracyjnym Kościoła.
Po przybyciu do Stanów Zjednoczonych osiadł wraz z matką i rodzeństwem początkowo w Bountiful, następnie zaś w Farmington i Coalville. Ze względu na trudne warunki materialne był w zasadzie samoukiem, zdobywając formalne wykształcenie jedynie w bardzo ograniczonym zakresie. We wczesnej młodości był górnikiem w pobliskiej kopalni węgla, wspierając w ten sposób swoją owdowiałą matkę. Dzięki talentowi oratorskiemu oraz dobrej opinii, którą cieszył się w okolicy udało mu się dostać do parlamentu Utah. Był również prokuratorem swego hrabstwa. Braki w wykształceniu nadrobił dzięki pomocy znajomego prawnika oraz samodzielnej nauce prawa. Ostatecznie przyjęty do palestry. W zasadzie nie podjął prywatnej praktyki, wykorzystywał jednak zdobytą wiedzę i kontakty w swej posłudze w Kościele. Włączył się intensywnie w aktywność misyjną wspólnoty, przyjmował powołania na misje w Wyomingu, na Wyspach Brytyjskich, czy wreszcie na południu Stanów Zjednoczonych. Z misją stanów południowych związana była znaczna część jego kościelnej kariery. Stał na czele tej jednostki, jako prezydent przez przeszło 28 lat. Swą posługę w niej zakończył w 1934.
12 października 1933 został włączony w skład Kworum Dwunastu Apostołów. Tym samym, podobnie jak inni członkowie tego gremium, był uznawany przez wiernych za proroka, widzącego i objawiciela. Wykorzystując swe wcześniej wspomniane zdolności oratorskie, pozostawił po sobie serię audycji radiowych przybliżających wierzenia świętych w dniach ostatnich. Chętnie angażował się w aktywność misyjną, również jako członek Kworum Dwunastu. Zmarł w Jacksonville, gdzie jako reprezentant władz naczelnych Kościoła przewodniczył ceremoniom organizacyjnym pierwszego palika powstałego na południowym wschodzie Stanów Zjednoczonych.